# 129101 Джеффкольє
129101 Джеффкольє (129101 Geoffcollyer) — астероїд головного поясу, відкритий 9 грудня 2004 року.
Тіссеранів параметр щодо Юпітера — 3,234.